# مصادره
مصادره (از کلمه لاتین confiscatio «تحویل به fiscus، یعنی انتقال به خزانه») یک شکل قانونی توقیف توسط دولت یا سایر مقامات عمومی است. این کلمه همچنین در گویش عوام، غارت اموال یا دارایی‌های یک فرد، تحت اشکال و عنوان‌های قانونی، یا هرگونه تصرف در اموال به عنوان مجازات یا اجرای قانون به کار می‌رود.

## محدوده
به عنوان یک مجازات، تفاوت آن با جریمه در این است که اساساً قرار نیست با جرم مطابقت داشته باشد، بلکه غنائم به دست آمده غیرقانونی مجرم را مجدداً نسبت می‌دهد (اغلب به عنوان مکمل مجازات واقعی برای خود جرم؛ هنوز در انواع مختلف کالاهای قاچاق رایج است. (مانند موجودات زنده محافظت شده) به جامعه یا حتی هدف ربودن موقعیت اجتماعی-اقتصادی آنها، در حالت شدید کاهش دادن آنها به فقر مطلق، یا اگر محکوم به مرگ باشد، حتی قدرت ارث بری را از آنها سلب کند.
در این میان، مصادره محدود بیشتر تابع جرم است، دلیل آن این است که مجرم باید از ثمره تقصیر خود محروم شود، در حالی که خود جرم به شیوه‌های مستقل دیگری مانند حبس، مجازات‌های بدنی یا حتی مجازات می‌شود. جریمه توافقی
اغلب، پلیس اقلام مصادره شده از طریق حراج پلیس یا مصادره دارایی‌ها را به حراج می‌گذارد و عواید آن را نگه می‌دارد. از نظر تئوری امکان بازخرید اقلام مصادره شده برای مالکان وجود دارد.
در فرودگاه‌ها، اقلام بالقوه خطرناک (مانند مواد شیمیایی خطرناک، سلاح‌ها و اشیاء تیز) معمولاً در بازرسی‌ها مصادره می‌شوند. بسته به قوانین واردات، سایر اقلام، مانند مواد غذایی خاص، نیز ممکن است مصادره شوند. بسته به ماهیت اقلام، برخی از آنها ممکن است در پایان پرواز بازگردانده شوند، در حالی که بیشتر آنها دور انداخته شده یا به حراج گذاشته می‌شوند. آنا راسل، کمدین موزیکال، یک چنگ ایرلندی را توسط سرویس گمرک ایالات متحده مصادره کرد.

## تاریخ
در اصل، در حقوق روم، مصادره عبارت بود از تصرف و انتقال اموال خصوصی به فیسکو (خزانه) توسط امپراتور؛ از این رو، تحت اختیارات قانونی، مالکیت خصوصی به دولت تخصیص می‌یابد.
در حقوق مدرن انگلیس، مصادره شامل مصادره در مورد کالا و فرار در مورد زمین، به دلیل جرم یا عدم تعهد ورثه است (همچنین رجوع کنید به Eminent domain). همچنین ممکن است کالاها توسط دولت به دلیل نقض قوانین مربوط به گمرک، مالیات غیر مستقیم یا مواد منفجره مصادره شوند. در بریتانیا، حکم مصادره، حکم دادگاهی است که بر اساس قسمت ۲ (انگلستان و ولز)، قسمت ۳ (اسکاتلند) یا قسمت ۴ (ایرلند شمالی) قانون عواید جرم ۲۰۰۲ صادر می‌شود که متهم را ملزم به پرداخت مبلغ مشخصی می‌کند. پول به دولت در یک تاریخ مشخص شده‌است.

## ایالات متحده
در طول انقلاب آمریکا، دزدی گمرکی به یک مشکل جدی تبدیل شد. با اجرای شدید قوانین گمرکی، به ویژه مقررات مبهم تر، مقامات گمرکی فاسد می‌توانند اموال را تقریباً بدون مجازات مصادره کنند. این امر باعث درگیری شدید بین ایالات متحده و بریتانیا شد.
در ایالات متحده از جمله «اقدامات جنگی» در طول جنگ داخلی آمریکا، اقداماتی در سال ۱۸۶۱ و ۱۸۶۲ به تصویب رسید که به ترتیب اموالی را که برای «اهداف شورشی» استفاده می‌شد و عموماً اموال کسانی را که درگیر شورش بودند مصادره کردند.

## روندهای مدرن
از اواخر دهه ۱۹۸۰ به بعد، مجدداً علاقه به مصادره به عنوان ابزار پیشگیری از جرم افزایش یافت که با علاقه به جرم انگاری پولشویی همراه شد. تعدادی از اسناد بین‌المللی، که با کنوانسیون ۱۹۸۸ وین شروع می‌شود، قویاً تصویب مقررات قانونی را پیشنهاد کرده‌اند که امکان مصادره عواید حاصل از جرم را فراهم می‌کند. ۴۰ توصیه FATF نیز اهمیت آن را به عنوان ابزار پیشگیری از وقوع جرم بیان کرده‌است.
روند بعدی، معکوس کردن بار اثبات به منظور تسهیل مصادره بوده‌است. در کمال تعجب بسیاری، در واقع برای سازمان‌های مجری قانون کاملاً قانونی است که اموالی را از افرادی که هنوز به جرمی محکوم نشده‌اند به عنوان مصادره دارایی‌های مدنی بگیرند، عملی که سالانه میلیون‌ها دلار درآمد به همراه دارد و به‌طور نامتناسبی بر زندگی افراد تأثیر می‌گذارد.